# Ió d'Efes
Ió d'Efes (en llatí Ion, en grec antic  Ἴων) fou un rapsode del temps de Sòcrates, que no s'ha de confondre amb Ió de Quios.
Dona nom a un dels diàlegs de Plató, Ió. Richard Bentley va demostrar que Ió d'Efes i Ió de Quios eren diferents personatges pel caràcter de les seves rapsòdies segons la descripció de Plató (Epist. ad Mill.; Nitzsch, Proleg. ad Plat. Ion; Kayser, Hist. Crit. Trag. Graec. p. 180).